# Antiblemma tuisa
Antiblemma tuisa là một loài bướm đêm trong họ Erebidae.